# Buurserzand

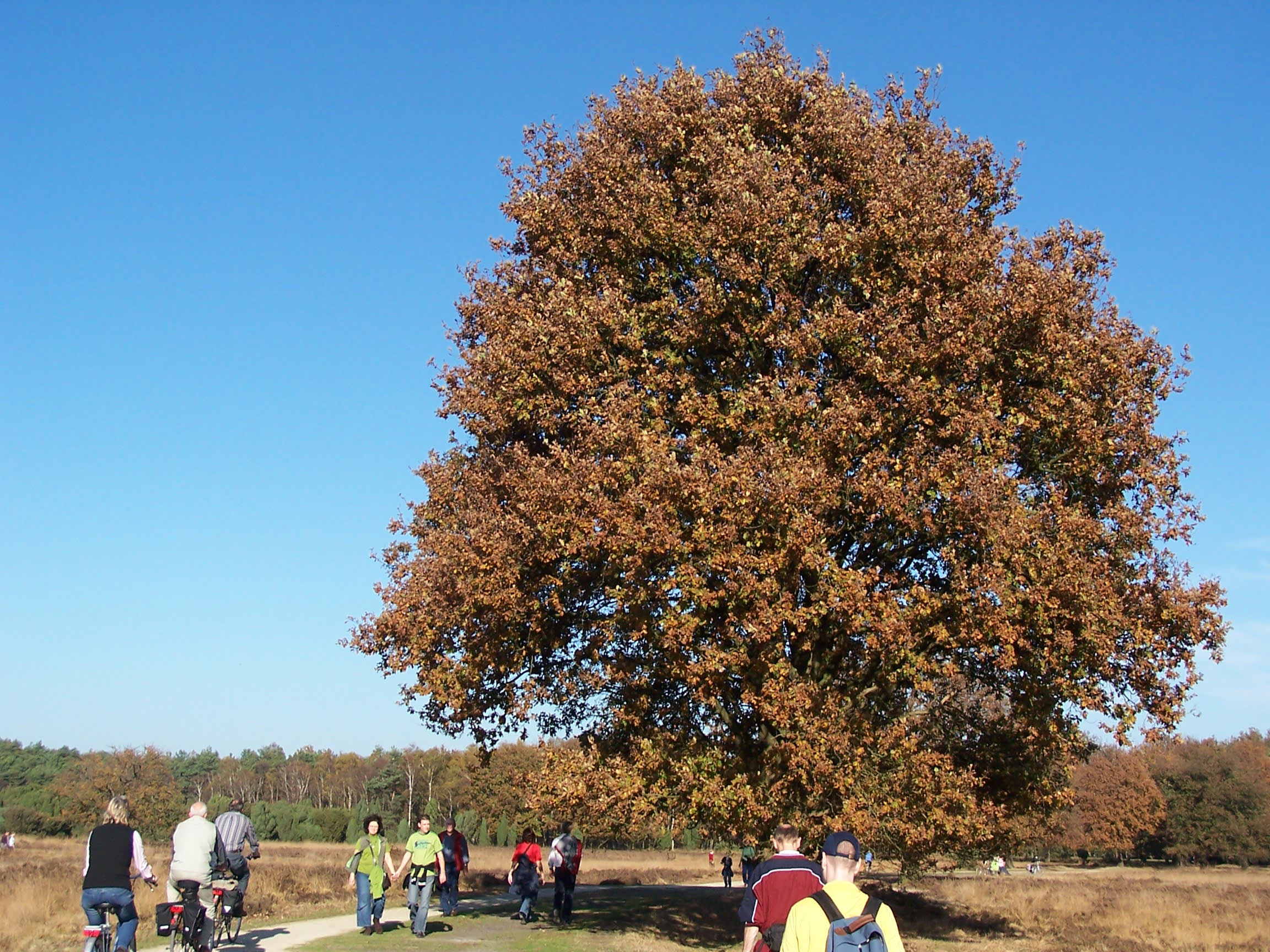
Herfst in het Buurserzand

Het Buurserzand is een natuurgebied bij het Overijsselse Haaksbergen. Het wordt beheerd door de Vereniging Natuurmonumenten en bestaat grotendeels uit bos en heide.
Tussen 1921 en 1972 stond de standerdmolen Wissinks Möl in het gebied.

## Ligging, omvang en omgeving
Het Buurserzand ligt in de provincie Overijssel en behoort tot het grondgebied van de gemeenten Haaksbergen en Enschede. Het Buurserzand ligt bijna direct oostelijk van de kern Haaksbergen, zuidelijk van de N18. Het  sluit naar het zuiden toe aan bij het Haaksbergerveen, dat zich uitstrekt aan de Duitse grens. Het Buurserzand beslaat medio 2009 een oppervlakte van 455 ha. 

## Beheer
In het Buurserzand lagen tot voor kort twee diep drainerende watergangen. Door het afdammen van de Steenhaarleiding in 2000 is een nieuw ven ontstaan in het midden van het gebied. Een andere waterloop, die vanwege de landbouwenclave aan de Buurserbeek nog niet kon worden opgeheven, werd opgestuwd. Het is de bedoeling dat nog verder sloten in en om het reservaatsgebied worden opgestuwd of opgeheven. Door aankopen van tussenliggende stukken landbouwgebied en de al begonnen omzetting van delen daarvan naar vochtige heide ontstaat een corridor naar het Haaksbergerveen.

## Flora en Fauna
Het grootste deel van het Buurserzand bestaat uit droge heide op oud stuifzand met struikhei en stekelbrem. Op diverse plekken komen voedselarme en zwakgebufferde vennetjes voor (onder meer het Buursermeertje waar massaal Beenbreek groeit) naast vochtige heiden met vooral dophei. In en om de plassen vindt men zonnedauw en blaasjeskruid. Verspreid door de heide en in grote struwelen vindt men de jeneverbes. Op natte graslanden liggen enkele orchideeënweitjes met o.a. gevlekte orchis, klokjesgentiaan (druk bezocht door het gentiaanblauwtje) en parnassia.  
Diersoorten waarvoor dit gebied van belang is zijn in de eerste plaats amfibieën als kamsalamander, poelkikker en heikikker. Wat de vogels betreft vindt men op de heidevelden de wulp en de nachtzwaluw, in de natte gebieden blauwborst, grote aantallen van zowel de watersnip als de houtsnip en in de Steenhaarsplassen de waterral. Talrijke wintergasten zijn de grauwe klauwier en de blauwe kiekendief. Verder is het gebied goed voorzien van libellen en waterjuffers wen leven er vele soorten zandbijen. In het aangrenzende Haaksbergerveen leeft een groep adders, die zich mogelijk nog naar het Buurserzand kunnen uitbreiden.

## Bescherming
Het Buurserzand is samen met het iets zuidelijker gelegen Haaksbergerveen aangewezen als Habitatrichtlijngebied en maakt zodoende deel uit van het Europese natuurnetwerk Natura 2000 onder de naam Buurserzand & Haaksbergerveen. Dit beschermde gebied meet in totaal 1249 ha.